# Myksa smukła
Myksa smukła, talgalen (Myxus elongatus) – gatunek katadromicznej ryby mugilokształtnej z rodziny mugilowatych (Mugilidae).

## Rozmieszczenie i środowisko
Południowo-wschodni Pacyfik, u wybrzeży południowej i wschodniej Australii, wraz z wyspami Norfolk i Lord Howe.
Ryba katadromiczna. Tworzy ławice w płytkich przybrzeżnych wodach, w tym w zatokach i lagunach, i ujściach rzek. Rozród odbywa w oceanie. Ikra niekleista, pelagiczna – dzięki odrobinie tłuszczu lżejsza od wody. Bytuje na głębokości od 1 do 10 m.

## Morfologia
Długość maksymalna – 40 cm, przeciętna – 20 cm. Dwie płetwy grzbietowe, pierwsza z czterema promieniami twardymi, druga z jednym twardym i ośmioma lub dziewięcioma miękkimi. Jedna płetwa odbytowa z trzema promieniami twardymi i dziewięcioma miękkimi. Nasada płetwy odbytowej przesunięta wyraźnie ku przodowi w porównaniu do drugiej płetwy grzbietowej. Płetwy piersiowe krótkie, zaokrąglone. Płetwa ogonowa wcięta. Wszystkie płetwy, z wyjątkiem odbytowej, z ciemnym obrzeżeniem. Łuski stosunkowo duże, ktenoidalne, po 43–46 w rzędzie bocznym. Grzbiet szarooliwkowy, ciemnooliwkowozielony lub czerwowanobrązowy, boki w części górnej srebrzyste z zielonawym odcieniem, w dolnej srebrzyste. Brzuch biały. Tęczówka złotawa lub złotawożółta wokół ciemnej źrenicy. Pyszczek mały, na przodzie głowy, z wąskimi wargami.

## Odżywianie
Żywią się małymi skorupiakami i mięczakami oraz fito- i zooplanktonem.

## Znaczenie gospodarcze
Pomimo znacznych zasobów tych ryb ich znaczenie gospodarcze jest niewielkie. Mięso gorsze od innych mugilowatych. Połowy przybrzeżne, sieciowe.